# Pakahan
Pakahan is een bestuurslaag in het regentschap Klaten van de provincie Midden-Java, Indonesië. Pakahan telt 3842 inwoners (volkstelling 2010).